# Mimbre

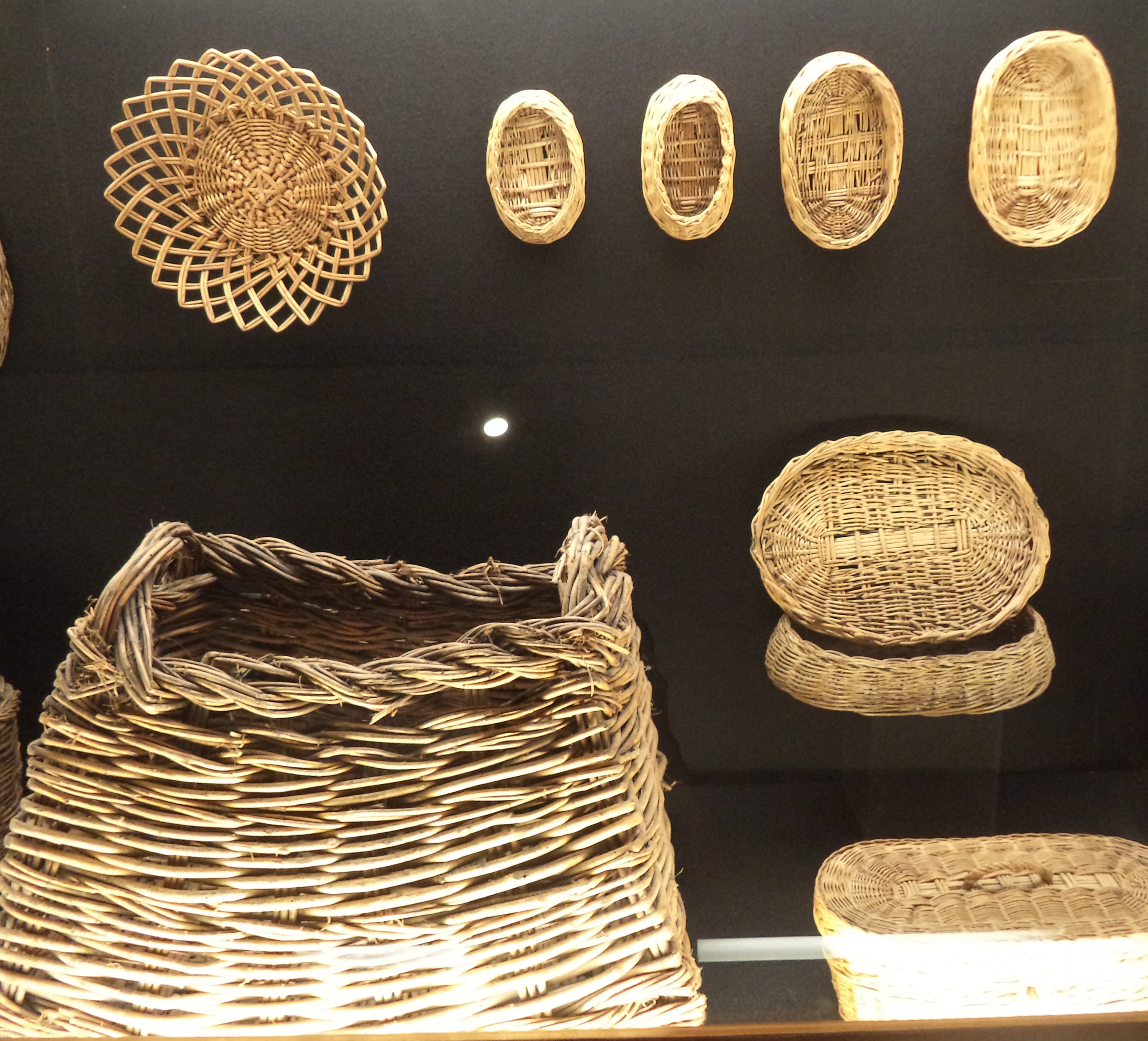
Recipientes de mimbre en el Museo de Artes y Costumbres Populares de Sevilla, incluyendo una escusabaraja.

El mimbre es una fibra natural que se obtiene de un arbusto de la familia de los sauces (género Salix, principalmente S. viminalis, pero también S. fragilis y S. purpurea) y que se teje para crear muebles, cestos y otros objetos útiles. En el tejido se utiliza el tallo y las ramas de la planta, ya sea en todo su grosor para el marco o en lonjas cortadas longitudinalmente para el tejido propiamente tal.
Desde la Edad Media y hasta el siglo XVIII se mantuvo la destreza en la cestería utilizando mimbre.
Al comenzar el siglo XX el cultivo se desarrolló nuevamente con fuerza en toda Europa.
En la actualidad existen muy pocos países dedicados al cultivo del mimbre y a la fabricación de cestos y muebles de esta fibra.
A menudo se hace un marco de materiales más firmes, después se usa un material más flexible para rellenar el marco. El mimbre es ligero pero robusto, haciéndolo una ideal y poco costosa opción para muebles que serán movidos a menudo. Es habitualmente utilizado en la realización de muebles de patio y de pórtico.
Existen referencias documentales del mimbre ya en el Antiguo Egipto. Ha sido propuesto que el uso extensivo de objetos de mimbre en la Edad del Hierro tuvo una influencia en el desarrollo de los patrones usados en el arte céltico. En tiempos más recientes su estética fue influida fuertemente por el Movimiento de Artes y Oficio a fines del siglo XX.

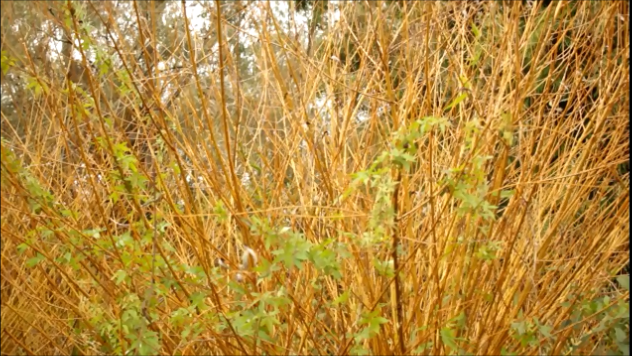
Ramas de mimbre amarillo